# Far (álbum)
Far es el quinto álbum de estudio de Regina Spektor, publicado el 23 de junio de 2009. El álbum fue producido por la propia Spektor junto a Jeff Lynne, David Kahne, Mike Elizondo y el productor habitual de R.E.M., Jacknife Lee.
El álbum alcanzó el puesto nº 3 en la lista Billboard 200, en la cual permaneció 19 semanas.

## Recepción
Bevan de Spin escribió que Spektor, en «The Calculation», ronronea un escenario de amor y dolor que juega en un rincón del desayuno. Powers de la revista LA Times sostuvo que «Eet»: «Es simplemente ternura» y la marcó como la mejor canción del álbum. Maerz de EW dijo que en «Folding Chair», Regina literalmente cantaba como un delfín y que «Wallet» es simple y elegante, y la mejor canción jamás inspirada por una tarjeta de Blockbuster.

## Lista de canciones
Todas las canciones fueron escritas por Regina Spektor.

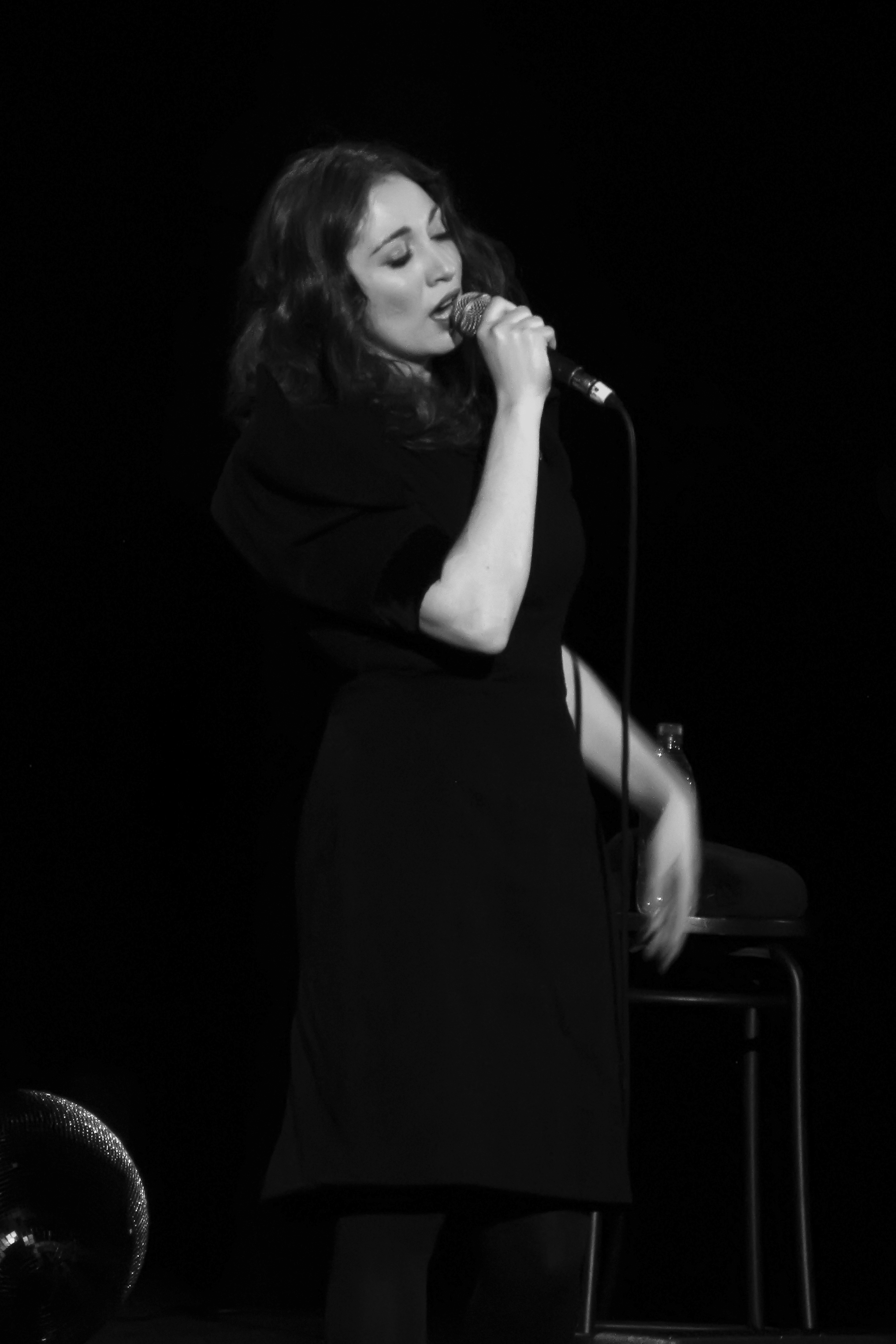
Regina Spektor en un concierto en el Hammersmith Apollo Arena, Londres, durante la gira promocional de Far, diciembre de 2009.

| N.º | Título                       | Productor/es  | Duración |  |
| 1.  | «The Calculation»            | Mike Elizondo | 3:11     |  |
| 2.  | «Eet»                        | Mike Elizondo | 3:52     |  |
| 3.  | «Blue Lips»                  | Jeff Lynne    | 3:34     |  |
| 4.  | «Folding Chair»              | Jeff Lynne    | 3:35     |  |
| 5.  | «Machine»                    | Mike Elizondo | 3:55     |  |
| 6.  | «Laughing With»              | Jacknife Lee  | 3:17     |  |
| 7.  | «Human of the Year»          | David Kahne   | 4:07     |  |
| 8.  | «Two Birds»                  | Jacknife Lee  | 3:18     |  |
| 9.  | «Dance Anthem of the 80's»   | Jacknife Lee  | 3:43     |  |
| 10. | «Genius Next Door»           | Jeff Lynne    | 5:06     |  |
| 11. | «Wallet»                     | Jeff Lynne    | 2:28     |  |
| 12. | «One More Time with Feeling» | David Kahne   | 3:59     |  |
| 13. | «Man of a Thousand Faces»    | Mike Elizondo | 3:11     |  |

Edición Deluxe

| N.º | Título                | Productor/es  | Duración |  |
| 14. | «Time Is All Around»  | Mike Elizondo | 3:06     |  |
| 15. | «The Sword & the Pen» | Jeff Lynne    | 3:48     |  |

Versión bonus track de iTunes

| N.º | Título                                                                | Productor/es  | Duración |  |
| 14. | «Time Is All Around»                                                  | Mike Elizondo | 3:06     |  |
| 15. | «The Sword & the Pen»                                                 | Jeff Lynne    | 3:48     |  |
| 16. | «Riot Gear»                                                           | David Kahne   | 2:06     |  |
| 17. | «The Flowers (En vivo, de la gira de Begin to Hope, solo por pedido)» |               |          |  |

## Videos musicales
Hasta el momento, solo cuatro videos musicales han sido lanzados de manera oficial, y pueden verse desde el Myspace de Regina Spektor. Todos fueron dirigidos por la hija del músico Tom Petty, Adria Petty, y están también disponibles en un DVD bonus incluido en la versión deluxe del álbum. 
- «Laughing With»
- «Eet»
- «Dance Anthem of the 80s»
- «Man of a Thousand Faces»

## Desempeño en las listas
Far entró en la lista oficial británica UK Albums Chart en el número 30. También vendió 50.000 copias en su primera semana, entrando al Billboard 200 estadounidense en el tercer puesto. En el ranking canadiense Canadian Album Chart, Far debutó en el número 16. El álbum permaneció diecinueve semanas en el Billboard 200.
| Lista oficial                                | Posición más alta alcanzada |
| -------------------------------------------- | --------------------------- |
| Australian ARIA Album Chart                  | 10                          |
| Austrian Album Chart                         | 41                          |
| Belgium Album Chart (Flanders)               | 37                          |
| Canadian Albums Chart                        | 16                          |
| European Top 100                             | 82                          |
| French Album Chart                           | 99                          |
| Irish Album Chart                            | 24                          |
| New Zealand Album Chart                      | 38                          |
| Swedish Album Chart                          | 8                           |
| Swiss Album Chart                            | 53                          |
| Billboard 200                                | 3                           |
| Billboard Top Digital Albums                 | 5                           |
| Billboard Top Internet Albums                | 3                           |
| Billboard Top Modern Rock/Alternative Albums | 24                          |
| Billboard Top Rock Albums                    | 36                          |
| UK Albums Chart                              | 30                          |

## Certificaciones
| País      | Organismo certificador | Certificación | Ventas certificadas | Ref.   |
| --------- | ---------------------- | ------------- | ------------------- | ------ |
| Australia | ARIA                   | Oro           | 35 000 copias       | [ 18 ] |